# إدوارد هيلي
إدوارد هيلي هو سياسي نيوزيلندي، ولد في 28 سبتمبر 1869، وتوفي في 23 أغسطس 1954 في نيوزيلندا. نشط حزبياً في الحزب الوطني في نيوزيلندا. وقد انتخب عضو مجلس النواب النيوزيلندي ‏.